# Pilar Fuertes Ferragut
Pilar Fuertes Ferragut (* 19. Juli 1962 in Valencia; † 2. April 2012 in Walvis Bay) war eine spanische Diplomatin.

## Leben
Pilar Fuertes Ferragut studierte Rechtswissenschaft und trat 1992 in den auswärtigen Dienst.
Sie leitete die Abteilung Kommunikationsmedien im Außenministerium. Sie war Botschaftssekretärin in Bangkok, Thailand, Stellvertreterin des Botschafters in Beirut, Jakarta und Guatemala-Stadt.
Von 2004 bis 2008 leitete sie die Abteilung Pazifik, Südostasien und die Philippinen im Außenministerium.
Am 8. November 2008 wurde sie zur Botschafterin in Harare, Simbabwe ernannt.
Am 28. September 2009 wurde sie zur Botschafterin bei der Regierung in Lilongwe, Malawi und am 11. Juni 2010 bei der Regierung in Lusaka, Sambia mit Sitz in Harare ernannt.
Am 2. April 2012 kam sie bei einem Autounfall während eines Urlaubs in Namibia ums Leben.
| Vorgänger                                     | Amt                                                           | Nachfolger |
| --------------------------------------------- | ------------------------------------------------------------- | ---------- |
| Santiago Martínez-Caro de la Concha-Castañeda | Spanische Botschafterin in Harare, Simbabwe 8. November 2008– | —          |